# Утакмице фудбалске репрезентације Мађарске 1961.
Фудбалска репрезентација Мађарске је током 1961. године одиграла дванаест утакмица, од којих су четири биле у квалификацијама за Светско првенство против Холандије и Демократске Републике Немачке. Три сусрета су резултирала победама Мађара, а четврти нерешеним резултатом, чиме је Мађарској репрезентацији био отворен пут за Светско првенство 1962. у Чилеу. Прву утакмицу у години Мађарска је одиграла у Каиру против Уједињених Арапских Емирата, која је трајала од 1959. па до 1961. године. Њене резултате је преузела репрезентација Египта.
Да би се аклиматизовали и боље упознали прилике у Јужној Америци, у децембру је репрезентација Мађарске одиграла две утакмице, једну против домаћина Светског првенства 1962. Чилеа и једну против Уругваја.
Савезни селектор националног тима у овом периоду је био:
- Лајош Бароти

## Утакмице
| Уједињена Арапска Република | 0 : 2 (0 : 0) | Мађарска       |
| --------------------------- | ------------- | -------------- |
|                             | Извештај      | 70’ 72’ Алберт |

| Мађарска               | 2 : 0 (1 : 0) | Источна Немачка |
| ---------------------- | ------------- | --------------- |
| Алберт 13’ · Гереч 53’ | Извештај      |                 |

| Холандија | 0 : 3 (0 : 3) | Мађарска                            |
| --------- | ------------- | ----------------------------------- |
|           | Извештај      | 23’ Шандор · 24’ Фењвеши · 37’ Тихи |

| Југославија            | 2 : 4 (1 : 2) | Мађарска                                  |
| ---------------------- | ------------- | ----------------------------------------- |
| Костић 16’ · Матуш 79’ | Извештај      | 5’ Алберт · 13’ (аг) Зебец · 55’ 81’ Тихи |

| Мађарска                       | 3 : 2 (2 : 1) | Велс                     |
| ------------------------------ | ------------- | ------------------------ |
| Шољмоши 1’ · Тихи 7’ 88’ (пен) | Извештај      | 18’ К. Џонс · 60’ Олчерч |

| Мађарска  | 1 : 2 (1 : 1) | Аустрија                  |
| --------- | ------------- | ------------------------- |
| Гереч 44’ | Извештај      | 15’ Рафрајдер · 53’ Немец |

| Источна Немачка         | 2 : 3 (0 : 1) | Мађарска                            |
| ----------------------- | ------------- | ----------------------------------- |
| Ерлер 53’ · П. Дуке 87’ | Извештај      | 43’ Шољмоши · 75’ Шандор · 78’ Тихи |

| Аустрија                           | 2 : 1 (1 : 1) | Мађарска |
| ---------------------------------- | ------------- | -------- |
| Рафрајдер 14’ (пен) · Ослански 81’ | Извештај      | 9’ Тихи  |

| Мађарска                             | 3 : 3 (2 : 2) | Холандија                        |
| ------------------------------------ | ------------- | -------------------------------- |
| Моноштори 19’ · Гереч 21’ · Тихи 80’ | Извештај      | 8’ 14’ Ван ден Линден · 56’ Хрот |

| Чиле                                                   | 5 : 1 (2 : 0) | Мађарска       |
| ------------------------------------------------------ | ------------- | -------------- |
| Ланда 24’ 34’ · Л. Санчез 46’ 58’ · Сепувада 70’ (пен) | Извештај      | 85’ (пен) Тихи |

| Чиле | 0 : 0    | Мађарска |
| ---- | -------- | -------- |
|      | Извештај |          |

| Уругвај      | 1 : 1 (1 : 0) | Мађарска    |
| ------------ | ------------- | ----------- |
| Ескалада 25’ | Извештај      | 56’ Шољмоши |

## Голгетери у 1961.
| Домаћин | Гост |

| - Флоријан Алберт - Јанош Гереч - Карољ Шандор - Мате Фењвеши - Лајош Тихи - Ерне Шољмоши - Тивадар Моноштори |

## Извори и спољашње везе
- Dénes Tamás-Rochy Zoltán. A 700. után. Rochy és Társa. ISBN 963-04-7169-8.
- Rejtő László – Lukács László – Szepesi György: Felejthetetlen 90 percek. Budapest: Sportkiadó. 1977.  963-253-501-4
- Све утакмице репрезентације Мађарске
- Репрезентација Мађарске на фудбалској бази података
- Утакмице репрезентације Мађарске (1961)